# Liptovské Kľačany
Liptovské Kľačany és un poble i municipi d'Eslovàquia que es troba a la regió de Žilina, al centre-nord del país.

## Història
La primera menció escrita de la vila es remunta al 1256.

## Demografia
| Godina             | 1994 | 2004    | 2014   | 2024   |
| ------------------ | ---- | ------- | ------ | ------ |
| Nombre de persones | 303  | 357     | 383    | 379    |
| Diferència         |      | +17,82% | +7,28% | −1,04% |

| Godina             | 2023 | 2024   |
| ------------------ | ---- | ------ |
| Nombre de persones | 372  | 379    |
| Diferència         |      | +1,88% |